# Martin Bromberg
Martin Bromberg, (Hamburgo, 24 de novembro de 1839 — Alemanha, 21 de março de 1918), foi um empresário alemão.

## Biografia
Filho de um banqueiro de Hamburgo, chegou ao Brasil.
Em 1863, aos 26 anos de idade, comprou a empresa “Holzweissig & Company”, que tinha se estabelecido em Porto Alegre em 1845, mudando o nome da firma para "Bromberg & Company”.
Possuía uma extensa rede de distribuidores, trabalhando em conjunto com uma rede de lojas, como a O Cilindro. Isso permitia que maquinaria alemã fosse enviada para o Brasil e enviada para várias partes do Rio Grande do Sul, estimulando o desenvolvimento das relações entre o sul do Brasil e a Alemanha. 
Conduzia seus negócios com grande versatilidade, tinha participação em fábricas de tijolos, na fábrica de chapéus de Oscar Teichman, além da participação na poderosa União de Ferros, que associava Bromberg a Dauth e a Alberto Bins, na importação de ferro bruto, aço, ferramentas e material de construção.
Introduziu e incentivou o plantio de arroz no Brasil. Retornou à Alemanha em 1874. Em 1883 recebeu a Imperial Ordem da Rosa por seu esforço em estreitar as relações entre Alemanha e Brasil e na fundação de colônias de imigrantes no Rio Grande do Sul.
Seus negócios não envolveram somente o comércio, mas também a construção de ferrovias, sendo encarregado das linhas Novo Hamburgo-Taquara, com 46 km; Cruz Alta-Ijuí, de 51 km e Ijuí-Santo Ângelo, com 40 km. Também realizou instalações elétricas, realizando-as em 16 câmaras municipais., entre elas Vitória, Vila Velha, Natal and João Pessoa.
Em 1912, sua casa comercial era a primeira colocada entre os exportadores hamburgueses que negociavam com a América do Sul. No ano seguinte, ao comemorar seu cinquentenário, podia ser considerada a firma mais forte do Brasil. Em Caxias do Sul era representada por Abramo Eberle que depois se transformou em eminente empresário.
Com a entrada do Brasil na Primeira Guerra Mundial, em passeatas foram organizadas com milhares de pessoas. Inicialmente pacíficas, as manifestações passaram a atacar estabelecimentos comerciais de propriedades de alemães ou descendentes, uma das vítimas foi a empresa de Bromberg, que foi invadida, pilhada e queimada.
Sua empresa ainda existe atualmente, com o nome de Bromberg, Staudt e Co. na Alemanha, porém sem participação mais da família, e em São Paulo ainda existe a empresa Bromberg & Cia. Ltda. que pertence aos seus herdeiros diretos.

## Participações
- João Day, Bromberg & Cia., importadores;
- Luiz Noelcher & Cia., negociantes a varejo, de ferragens, utensílios sanitários e caseiros;
- O Cilindro, importadores de máquinas de costura, utensílios para eletricidade, máquinas de escrever, armas, munições etc.;
- União de Ferros (Bromberg, Daudt & Cia.),

## Representações no Rio Grande do Sul
- Siemens Schuckertwerke, Berlim, instalações elétricas;
- Heinrich Lanz, Mannheim, locomóveis, debulhadeiras, desnatadeiras de leite;
- L. e C. Steinmiller de Gumersbach, caldeiras multitubulares ou inexplosíveis;
- Hannoversche Maschinenbauanstalt A. G., Hanôver, locomotivas e máquinas a vapor, tipos para tipografia e prelos rápidos Phenix;
- Fred Krupp A. G., moinhos;
- Sellerhausen, máquinas para beneficiar madeiras, arados, semeadeiras, máquinas para impressão,  máquinas de costura, etc.
- Underwood Typewriter Co., New York, máquinas de escrever, tubos e outros artigos de borracha, máquinas para laticínios;
- Humber Limited, Coventry, automóveis, máquinas para litografia, máquinas para fabricação de fósforos, máquinas para encadernação, moinhos de trigo.

## Descendência
Casou com Karolina Schmitt Jung (n. São Leopoldo) e teve cinco filhos que em 1913 estavam assim domiciliados:
Martin Bromberg Junior, em Hamburgo em companhia de seu pai; Waldemar e Arthur Bromberg, em Porto Alegre; Fernando Bromberg em Rio Grande; Erwin Bromberg (1878-1950) em São Paulo. A artista Rita Brugger é sua bisneta.